# Remington Rand

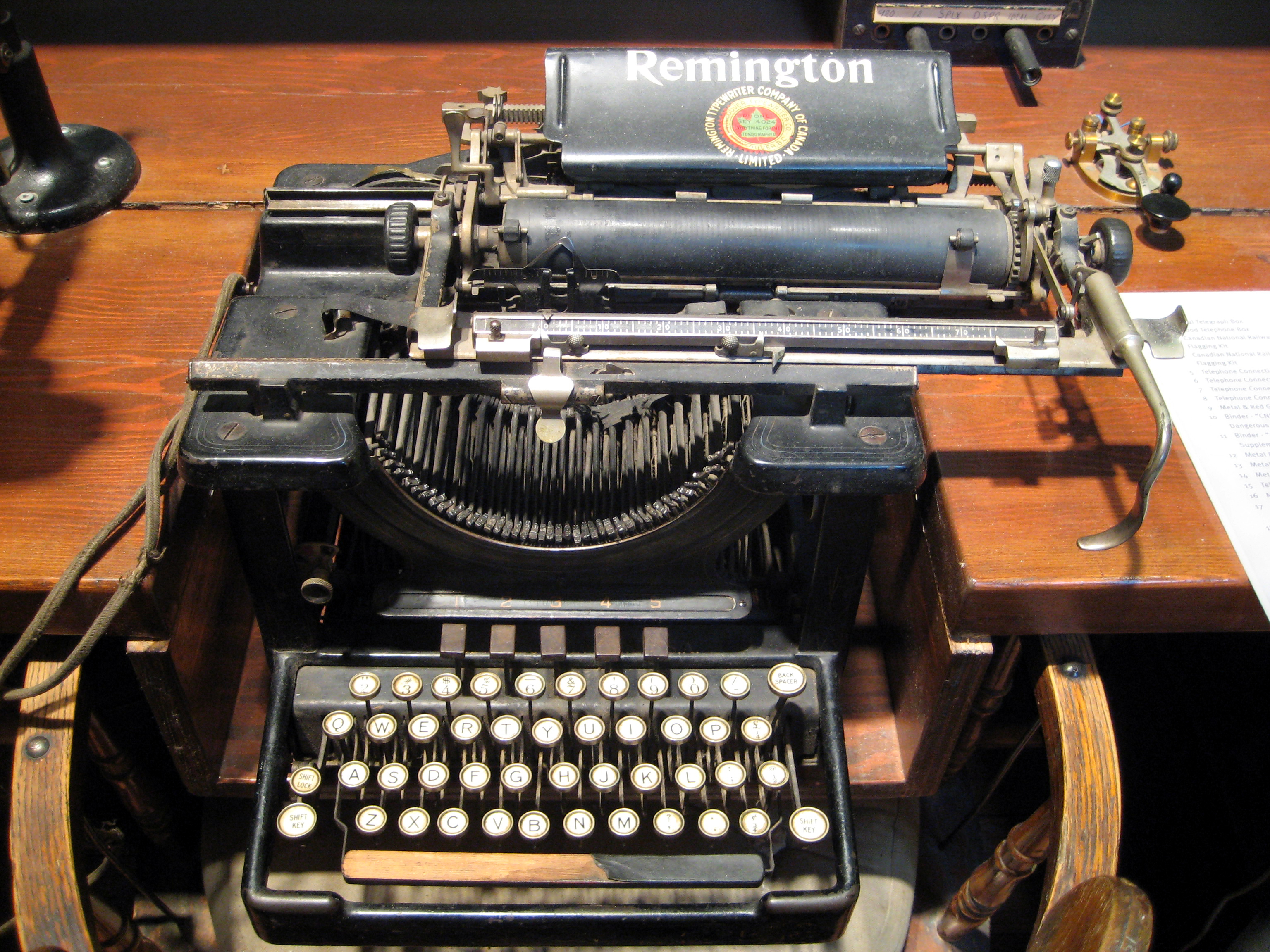
Psací stroj Remington

Remington Rand byla americká firma vyrábějící kancelářskou techniku, existující od roku 1927 do roku 1955. Sídlila v mrakodrapu Remington Rand Building na Park Avenue v New Yorku.
Počátky společnosti sahají do roku 1816, kdy v obci Ilion (New York) začal kovář Eliphalet Remington vyrábět střelné zbraně. Rostoucí odbyt vedl v roce 1845 k založení firmy E. Remington and Sons, která vyráběla od roku 1870 také šicí stroje a od roku 1873 psací stroje. V roce 1886 odkoupili divizi psacích strojů bývalí zaměstnanci William O. Wyckoff, Harry H. Benedict a Clarence Seamans, kteří si vyhradili právo používat i nadále značku Remington. Firma vyrábějící střelné zbraně existuje stále pod názvem Remington Arms.
Remington Typewriter Company vyráběla psací stroje podle patentu Christophera Lathama Sholese, který jako první použil klávesnici QWERTY. Roku 1927 se spojila se svými hlavními konkurenty Rand Kardex a Powers Accounting Machine Company do konglomerátu Remington Rand, který produkoval také stolní počítačky, pořadače na spisy nebo elektrické holicí strojky. Od května 1936 do dubna 1937 proběhla v továrně firmy v Middletownu velká stávka vyvolaná pověstmi o chystaném propouštění, k jejímu potlačení použil šéf James Rand, Jr. taktiku známou jako Mohawk Valley Formula, založenou na použití ozbrojených stávkokazů a mediální kampani skandalizující osoby odborářských předáků.
Za druhé světové války se společnost přeorientovala na výrobu pistolí Colt 1911. V roce 1950 odkoupil Remington Rand počítačovou společnost Eckert-Mauchly Computer Corporation (založili ji vynálezci ENIACu) a v roce 1951 představil první počítač pro komerční použití, nazvaný UNIVAC I, tím se stal prvním sériovým výrobcem počítačů v USA. V roce 1955 firmu odkoupila Sperry Corporation, jejímž nástupcem je Unisys. Název Remingtonu přetrval jen díky výrobci holicích strojků Remington Products, který se roku 1979 osamostatnil od Sperry.